# Polarisation par résistance de cathode
La polarisation par résistance de cathode est le type de polarisation le plus courant. Elle présente de nombreux avantages :
- Pas de source de tension pour la polarisation.
- Composants simples et peu coûteux (résistance, condensateur).

## Fonctionnement
Le courant de repos circulant entre Vcc et la masse du montage, il se crée une différence de potentiel aux bornes de Rk (égale à Rk*i), cette tension (Vp) fait que le potentiel de la cathode s'élève par rapport à la tension de la grille, ainsi la grille de contrôle devient négative par rapport à la cathode.
Le découplage (ajout du condensateur), permet de maintenir Vp constant lors de l'application d'une tension alternative Ve. En l'absence de ce condensateur de découplage, Vp varie en fonction du courant dans le tube, ce qui réduit le gain du montage.

## Schéma
- Vcc : tension d'alimentation du tube.
- Ve : tension d'entrée (à amplifier) du montage.
- Vs : tension de sortie du montage.
- Vp : tension de polarisation.
- Rk : résistance de polarisation.